# Village of the Damned (1995)
Village of the Damned, ook bekend als John Carpenter's Village of the Damned, is een Amerikaanse sciencefiction/horrorfilm uit 1995, geregisseerd door John Carpenter. De film is een nieuwe versie van de gelijknamige film uit 1960, en net als die film gebaseerd op het verhaal The Midwich Cuckoos van John Wyndham.
De hoofdrol wordt vertolkt door Christopher Reeve; zijn laatste grote filmrol voor hij verlamd raakte. Andere rollen worden vertolkt door Kirstie Alley, Linda Kozlowski, Michael Pare, en Mark Hamill.

## Plot
In het Amerikaanse dorpje Midwich raken op een dag 10 vrouwen spontaan zwanger. Negen maanden later bevallen ze allemaal gelijktijdig van hun kind. Een kind wordt doodgeboren maar de andere negen overleven het.
In de jaren erop blijkt er veel met deze kinderen aan de hand te zijn. Ze hebben een opvallend uiterlijk met onder andere platinawit haar en een bleke huid. Bovendien zijn ze mentaal veel verder ontwikkeld dan hun leeftijdsgenoten en gedragen zich tegenover iedereen koud en onverschillig. Ze blijken na verloop van tijd zelfs bovenmenselijke vaardigheden zoals telepathie en psychische krachten te bezitten.
De kinderen trekken altijd uitsluitend met elkaar op onder leiding van Mara, de dochter van Dr. Alan Chaffee. Binnen hun groep vormen de kinderen paren van steeds een jongen en een meisje. Enige uitzondering is David, de zoon van schooldirectrice Jill McGowan, daar het meisje dat bij de geboorte stierf zijn partner had moeten zijn. Omdat hij alleen is, is hij een buitenbeentje binnen de groep. Hij is minder sterk dan de rest, en is de enige van de kinderen die tekenen van emoties en liefde voor anderen vertoont.
Alan Chaffee onderzoekt de kinderen terwijl ze opgroeien en ontdekt dat in het buitenland zich soortgelijke vreemde geboortes voor hebben gedaan. In deze gevallen werden de kinderen echter steeds vroegtijdig gedood uit angst voor hun krachten. Daar Alan de kinderen ook lesgeeft en zijn dochter een van hen is, ervaart hij van dichtbij dat de kinderen ronduit kwaadaardig zijn en verantwoordelijk blijken voor veel sterfgevallen in het dorp. Volgens Jill weet de Amerikaanse overheid af van dit alles, maar willen ze de kinderen toch laten leven om hun voordeel te doen met hun krachten.
Wanneer de kinderen met geweld een boze menigte die zich tegen hen heeft gekeerd van zich afslaan, is voor Alan de maat vol. Hij beraamt een plan om het dorp van de kinderen te verlossen door een tijdbom te verstoppen in zijn koffer zodra hij de kinderen weer les moet geven. Jill smeekt hem om David te sparen daar hij anders is dan de rest, dus zorgt Alan ervoor dat David als enige niet in het gebouw is. Om te voorkomen dat de kinderen iets over de bom ontdekken door zijn gedachten te lezen, denkt Alan terwijl hij bij hen is enkel nog aan een bakstenen muur. Zijn plan slaagt en de explosie doodt alle kinderen, maar ook Alan zelf. Jill en David verlaten de stad om zich te vestigen op een plek waar niemand hen kent.

## Rolverdeling
| Acteur            | Personage        |
| ----------------- | ---------------- |
| Christopher Reeve | Dr. Alan Chaffee |
| Kirstie Alley     | Dr. Susan Verner |
| Linda Kozlowski   | Jill McGowan     |
| Michael Paré      | Frank McGowan    |
| Meredith Salenger | Melanie Roberts  |
| Mark Hamill       | Reverend George  |
| Thomas Dekker     | David McGowan    |
| Lindsey Haun      | Mara Chaffee     |

## Achtergrond
De film wijkt op een paar punten af van de vorige film.
- Het verhaal speelt zich af in de Verenigde Staten, waar de vorige film en het boek zich afspelen in het Verenigd Koninkrijk.
- De kinderen hebben een meer opvallend uiterlijk in deze film dan in de vorige film.
- In de originele film was David geen buitenbeentje binnen de groep en net zo slecht als de andere kinderen. Hij kwam net als hen om in de explosie.
- Deze film toont in meer detail de gruweldaden van de kinderen, zoals hoe ze een man op een barbecue laten vallen.

## Prijzen en nominaties
In 1995 werd “Village of the Damned” genomineerd voor de prijs voor beste film op het Catalonian International Film Festival
In 1996 werd de film genomineerd voor een Golden Raspberry Award in de categorie “slechtste remake of vervolg”.